# Сыртланова, Амина Махмудовна
Амина (Амина Ханум) Махмудовна Сыртланова (фр. Amina Hanum Syrtlanoff) (урождённая Шейхалиева или Шейх-Али; 1884 год, Уфа, Российская империя — после 1939 года, Франция) — общественный деятель, сестра милосердия, теософ, досточтимый мастер парижской русскоязычной смешанной ложе «Аврора» № 840 Международного смешанного масонского ордена Право человека.

## Биография

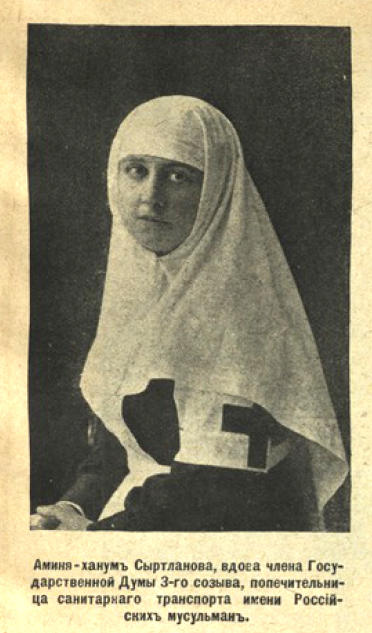
Амина-ханум Сыртланова, вдова члена Государственной Думы 3-го созыва, попечительница санитарного транспорта имени Российских мусульман

Родилась в 1884 году в семье генерал-майора Махмуда Магомедовича Шейх-Али (Шихалиева) и помещицы Магипарваз Шейхалиевой (Алкиной). Является племянницей почётного первостепенного узденя Девлет-Мирзы Шихалиева (Шейх-Али), подполковника, главного пристава магометанских народов Ставропольской губернии, а также известных общественных деятелей Ибниамина и Сеид-Гирея Алкиных.
Супруга депутата III Госдумы России Галиаскара Сыртланова. После его трагической гибели в 1912 году принимала деятельное участие в общественной жизни. Являлась председателем «Петроградского мусульманского просветительского общества» пользовалась «широким влиянием среди образованных мусульман Уфы и Петрограда».
После начала Первой мировой войны стала одним из членов Центрального комитета российских мусульманских общественных организаций, объединивших мусульманские благотворительные общества для помощи фронту. Летом 1916 года возглавила санитарный отряд российских мусульман, отправленный на передовые позиции.
После революции 1917 года Сыртланова эмигрировала в Финляндию. Там она приняла участие в создании местной татарской конгрегация в Хельсинки. В это время она контактировала с финскими теософами и рекламировала свои услуги учителя музыки в финской прессе. Сыртланова выступала с презентациями по исламу в различных ассоциациях; она хотела «очистить репутацию Пророка Мухаммеда перед подозрительными жителями Запада».
Далее она переехала в Париж. С 1921 по 1929 год являлась членом Международного смешанного масонского ордена «Право человека» (фр. Le Droit Humain), занимавшегося защитой гражданских прав и свобод женщин.
В январе 1926 года в Париже была учреждена ложа «Аврора» № 840, относившаяся к этому ордену. Ложа была смешанная — в неё входили и мужчины и женщины. Возглавляли её: Нагродская (1926—1928), Сыртланова (1929), Брилль (1930), Нагродский (1931).
В 1929 году Сыртланова стала досточтимым мастером русскоязычной масонской ложи «Аврора». Оставалась членом ложи до 1939 года. В своих взглядах ставила знак равенства между масонством и теософией. «Члены „Авроры“, например А.-Х. Сыртланова, В. В. Савинков (брат энаменитого эсера), С. Н. Матвеев, Е. А. Нелидова, принимали активное участие в работе Теософскоrо общества».
В 1926—1939 годах выступала с докладами в Русском и Французском теософических обществах.
В 1933—1935 годах была заместителем члена правления, а с 1935 года членом правления Союза русских сестер милосердия имени Ю. Вревской во Франции. В 1935 выступала с докладами в кружке «Душа России».
После начала немецкой оккупации Франции и закрытия на её территории всех масонских лож дальнейшая судьба А.-Х. Сыртлановой остается неизвестной.

## Семья
Муж — Али Оскар (Галиаскар) Шахайдарович Сыртланов (1875—1912), депутат III Государственной Думы России, адвокат на процессе вице-адмирала З. П. Рожественского, адмирала Н. И. Небогатова, генерал-лейтенанта А. М. Стесселя, обвиненных в поражении армии и флота в Русско-японской войне 1904—1905. По официальной версии:

«Седьмого августа в 3 часа утра в доме № 76 по Пушкинской улице потомственный дворянин Даут Махмутович Шейхали, разряжая браунинг, по неосторожности застрелил своего зятя, члена Государственной думы, потомственного дворянина Али-Оскара Шайхадаровича Сыртланова, 36 лет».
Современные историки склонны считать, что, возможно, официальная версия не правдива.